# Amukkajärvi
Amukkajärvi är en sjö i Kiruna kommun i Lappland och ingår i Kalixälvens huvudavrinningsområde. Sjön har en area på 0,208 kvadratkilometer och ligger 310 meter över havet. Amukkajärvi ligger i Torne och Kalix älvsystem Natura 2000-område.

## Delavrinningsområde
Amukkajärvi ingår i det delavrinningsområde (750436-175942) som SMHI kallar för Ovan 750533-176134. Medelhöjden är 342 meter över havet och ytan är 16,96 kvadratkilometer. Det finns ett avrinningsområde uppströms, och räknas det in blir den ackumulerade arean 28,65 kvadratkilometer. Merasjoki som avvattnar avrinningsområdet har biflödesordning 3, vilket innebär att vattnet flödar genom totalt 3 vattendrag innan det når havet efter 263 kilometer. Avrinningsområdet består mestadels av skog (70 procent) och sankmarker (25 procent). Avrinningsområdet har 0,78 kvadratkilometer vattenytor vilket ger det en sjöprocent på 4,6 procent.